# أمريكا الوسطى تحت الحكم المكسيكي
ابتداءً من يناير عام 1822 حتى يوليو عام 1823، سيطرت الإمبراطورية المكسيكية الأولى على القبطانية العامة لغواتيمالا، وهي مستعمرة إسبانية سابقة، ولفترة وجيزة مثّلت السلطة التنفيذية العليا - الحكومة المؤقتة التي خلفت الحكم الإمبراطوري المكسيكي. ضمت المملكة مقاطعات تشياباس وكوستاريكا والسلفادور وغواتيمالا وهندوراس ونيكاراغوا - المقاطعات الست الواقعة في أقصى جنوب الإمبراطورية المكسيكية. أدى اندماج أمريكا الوسطى إلى وصول المكسيك إلى ذروة نطاقها الإقليمي.
بعد شهرين فقط من توقيع قانون استقلال أمريكا الوسطى في سبتمبر عام 1821، قدم حاكم المكسيك أغوستين دي إتوربيدي، الذي أصبح فيما بعد إمبراطورًا للمكسيك في مايو عام 1822، طلبًا رسميًا إلى المجلس العسكري الاستشاري لمدينة غواتيمالا - حكومة أمريكا الوسطى - لقبول ضمها إلى الإمبراطورية المكسيكية. تم قبول طلبه في 5 يناير عام 1822. على الرغم من قبول الحكومة التي تتخذ من غواتيمالا مقرًا لها، عارضت السلفادور وكوستاريكا وأجزاء من نيكاراغوا الضم المكسيكي، لذا تمت تعبئة الجنود المكسيكيين والحلفاء الغواتيماليين لإخضاع تلك المناطق.
احتشدت القوات المكسيكية والقوات الغواتيمالية المتحالفة تحت قيادة العميد فيسنتي فيليسولا، الذي كان يعمل كقائد عام لمقاطعات أمريكا الوسطى. استمرت الحملة العسكرية التي هزمت المقاومة لمدة عام تقريبًا، إلى أن انتهت بضم السلفادور في فبراير عام 1823. أما في كوستاريكا، فقد أعلنت الحكومة استقلالها عن المكسيك في أكتوبر عام 1822، ومع ذلك، أدى الانقلاب الذي نظمه المَلَكيين الموالين للمكسيك في مارس عام 1823 إلى اندلاع حرب أهلية. أطاحت حرب أوشوموغو في أبريل عام 1823 بالحكومة المَلَكية وأعادت تأسيس الحكومة الانفصالية. في غضون ذلك، سعى تمرد في نيكاراغوا بقيادة خوسيه أناكلتو أوردونيز للإطاحة بالحكومة النيكاراغوية الحالية.
قبل أن يصل فيليسولا إلى نيكاراغوا وكوستاريكا بعد فوزه في السلفادور، اضطر إتوربيدي إلى التنازل عن العرش الإمبراطوري المكسيكي والذهاب إلى المنفى، لذا تم إنشاء حكومة مؤقتة بعد إلغاء النظام المَلَكي. ونتيجةً لذلك، تراجع فيليسولا عن أوامره بمواصلة غزو أمريكا الوسطى وعقد مؤتمرًا للقادة السياسيين في أمريكا الوسطى لتحديد مستقبل المنطقة. في 1 يوليو عام 1823، أعلن مؤتمر أمريكا الوسطى الاستقلال عن المكسيك وأنشأ المقاطعات المتحدة لأمريكا الوسطى، والتي عرفت فيما بعد باسم جمهورية أمريكا الوسطى الاتحادية، والتي كانت موجودة حتى حلّها في عام 1841 بعد الحربين الأهليتين الأولى والثانية لأمريكا الوسطى. ومع ذلك، لم تختار جميع مقاطعات أمريكا الوسطى الاستقلال، إذ ظلت تشياباس جزءًا من المكسيك وهي الآن واحدة من 31 ولاية في البلاد.

## استقلال إسبانيا الجديدة

### استقلال المكسيك
في 16 سبتمبر من عام 1810، أصدر كاهن شعب الكريولو، ميغيل إيدالغو إي كوستيا، صرخة دولوريس، وهي دعوة لاستقلال المكسيك عن الإمبراطورية الإسبانية. وبذلك، تم بدء حرب الاستقلال المكسيكية في إسبانيا الجديدة، مستعمرة إسبانيا التي شملت المكسيك وأمريكا الوسطى وجنوب غرب الولايات المتحدة في العصر الحديث. كان إعلان إيدالغو بمثابة رد فعل على الغزو الفرنسي لإسبانيا؛ أطاح الغزو بالملك الإسباني فيرناندو السابع ليحل محله جوزيف بونابرت، شقيق نابليون. على الرغم من استعادة فيرناندو كملك على إسبانيا في عام 1814، إلا أن البعض في إسبانيا الجديدة قد عارضوا حكمه في إسبانيا الجديدة حيث تم تعليق دستور عام 1812. في عام 1820، طالب ضباط عسكريون رفيعو المستوى في إسبانيا الجديدة بإعادة الدستور.
في 24 فبراير عام 1821، نشر أغوستين دي إتوربيدي، وهو جنرال مكسيكي يناضل من أجل الاستقلال، خطته للضمانات الثلاثة في مدينة إيغوالا. حددت هذه الخطة رؤيته للدولة المكسيكية المستقلة الجديدة. تضمنت الخطة على ثلاثة أحكام رئيسية: إنشاء مَلَكية دستورية، وذلك باعتماد الكاثوليكية كدين الدولة الرسمي (مع وجود حماية خاصة)، وأن الجيش والأشخاص من أصل أوروبي والميستيثو (الأشخاص من أصول أوروبية وأصلية مختلطة) سيحصلون أيضًا على حماية خاصة. دعا إتوربيدي فيرناندو، أو أي فرد من عائلته المباشرة، أو أي أمير بوربون إسباني آخر لمنصب الإمبراطور. حتى يتم تعيين إمبراطور، شغل إتوربيدي منصب رئيس مجلس الوصاية دون معارضة.
بعد 11 عامًا من الحرب بين قوات الاستقلال المكسيكية والقوات المَلَكية الإسبانية، حصلت المكسيك على استقلالها الكامل في عام 1821، وذلك بتوقيع معاهدة قرطبة في 24 أغسطس وإعلان استقلال الإمبراطورية المكسيكية في 28 سبتمبر؛ رفضت إسبانيا لاحقًا معاهدة قرطبة في فبراير عام 1822، وفسر المكسيكيون هذا الرفض بأنه رفضًا كاملًا للعرش المكسيكي من قِبَل فيرناندو والبوربون.

### استقلال أمريكا الوسطى
مثلت أمريكا الوسطى مستعمرة لإسبانيا تحت قيادة القبطانية العامة لغواتيمالا (المعروفة أيضًا باسم مملكة غواتيمالا) منذ عام 1568. شنّت المنطقة تمردين في عامي 1811 و 1814 للحصول على الاستقلال، لكن تم قمع كلاهما على يد القوات الإسبانية. عارض غابينو غاينزا، القبطان العام لغواتيمالا، الاستقلال في البداية، لكنه غير رأيه بمجرد أن أخبره أنصار الاستقلال أنه يمكن أن يظل قائدًا عامًا حتى بعد الاستقلال. في 15 سبتمبر من عام 1821، أعلنت أمريكا الوسطى استقلالها عن إسبانيا بتوقيع قانون استقلال أمريكا الوسطى في مدينة غواتيمالا. سعت أمريكا الوسطى إلى الاستقلال جزئيًا بسبب خطة إتوربيدي للضمانات الثلاثة، والتي حظيت بشعبية كبيرة داخل أمريكا الوسطى.
عند الاستقلال، تم إلغاء القبطانية العامة لغواتيمالا. اتحدت المقاطعات السابقة - كوستاريكا والسلفادور وغواتيمالا وهندوراس ونيكاراغوا - في ظل المجلس العسكري الاستشاري، وتم إنشاء حكومة وطنية مؤقتة في غواتيمالا لتشكيل حكومة اتحادية رسمية لأمريكا الوسطى. كان من المقرر إجراء انتخابات الحكومة الدائمة في 1 مارس عام 1822. ظل حكام المقاطعات المعينون من قِبَل إسبانيا في مناصبهم واستمروا في ممارسة سلطتهم بعد إعلان الاستقلال. لم تعتبر إسبانيا استقلال أمريكا الوسطى أولوية بسبب عدم أهميتها النسبية مقارنةً بمستعمراتهم الأخرى في غرناطة الجديدة وشمال إسبانيا الجديدة (المكسيك) وبيرو، والتي كانوا مستمرين في القتال من أجل السيطرة عليها.